# Colonzelle
Colonzelle är en kommun i departementet Drôme i regionen Auvergne-Rhône-Alpes i sydöstra Frankrike. Kommunen ligger i kantonen Grignan som tillhör arrondissementet Nyons. År 2022 hade Colonzelle 528 invånare.

## Befolkningsutveckling
Antalet invånare i kommunen Colonzelle
Referens:INSEE